# Dejana Kostadinowa
Dejana Georgiewa Kostandinowa, bułg. Деяна Георгиева Костадинова (ur. 26 marca 1971 w Burgasie) – bułgarska prawniczka i urzędniczka państwowa, w 2013 wicepremier oraz minister pracy i polityki społecznej, od 2015 do 2016 dyrektor gabinetu w kancelarii prezydenta Bułgarii.

## Życiorys
W 1994 ukończyła prawo na Uniwersytecie Sofijskim im. św. Klemensa z Ochrydy. Uzyskała następnie uprawnienia adwokata i praktykowała w tym zawodzie. W 2001 zatrudniona w państwowej agencji zajmującej się ochroną dzieci (DAZD), gdzie kierowała działem prawnym i komunikacji, a następnie dyrekcją ds. kontroli. W 2007 została dyrektorem departamentu w ministerstwie rozwoju regionalnego i robót publicznych, odpowiadała za kontrolę realizacji programów unijnych. Od 2009 do 2011 pełniła funkcję doradczyni premiera Bojka Borisowa. Następnie zajmowała stanowisko wiceministra pracy i polityki społecznej (2011–2012) oraz sekretarza stanu ds. polityki społecznej młodzieży i sportu w kancelarii prezydenta (2012–2013, 2013–2015). W marcu 2013 została wicepremierem oraz ministrem pracy i polityki społecznej w przejściowym gabinecie Marina Rajkowa, funkcje te pełniła do maja tegoż roku. W grudniu 2015 objęła stanowisko dyrektora gabinetu w administracji prezydenta Rosena Plewneliewa. W 2016 uzyskała nominację na stałego przedstawiciela Bułgarii przy biurze ONZ oraz przy innych organizacjach międzynarodowych w Genewie.